# Júlia Serviana Paulina
Júlia Serviana Paulina (em latim: Julia Serviana Paulina), também chamada de Júlia Paulina, foi uma nobre romana do século II. Era a única filha do político romano de origem hispânica Lúcio Júlio Urso Serviano e Domícia Paulina, a Jovem, a irmã do imperador Adriano. Ela nasceu numa data desconhecida durante o reinado de seu primo de terceiro grau, o imperador Trajano (r. 98-117). Antes da morte dele, seus pais arranjaram-lhe um casamento com Cneu Pedânio Fusco Salinador, um romano de origem hispânica que tinha status consular. O historiador Plínio, o Jovem, enviou uma carta congratulando seus pais pelo casamento.
Seu marido era originário da província de Tarraconense (perto da atual Barcelona) e tinha o mesmo nome que o pai, o ex-cônsul Cneu Pedânio Fusco Salinador. Em 118, os dois tiveram um filho chamado Lúcio Pedânio Fusco Salinador. O pai de Júlia sempre acalentou a ideia de que seu neto um dia sucederia a Adriano. O já idoso imperador de fato considerava o garoto como seu herdeiro e o patrocinava, concedendo-lhe honrarias exclusivas na corte e preparando-o para a sucessão.
Porém, em 136, Adriano mudou de ideia e decidiu adotar Lúcio Élio César (o pai do futuro imperador Lúcio Vero) como seu herdeiro. O filho e o pai de Júlia ficaram furiosos e pretendiam desafiar a decisão do imperador que, para evitar o conflito, ordenou que ambos cometessem o suicídio.